# 栃木県立特別支援学校宇都宮青葉高等学園
栃木県立特別支援学校宇都宮青葉高等学園（とちぎけんりつ とくべつしえんがっこう うつのみやあおば こうとうがくえん）は、栃木県宇都宮市京町にある公立特別支援学校。軽度の知的障害を持つ者を教育対象とし、栃木県では唯一、高等部のみを設置する特別支援学校である。2019年（令和元年）5月1日現在の生徒数は30学級234人である。
障害者の経済的自立のために職業教育を重視し、生徒は校内でのコミュニティショップ「きょうの森」の運営や、校外での3週間に及ぶ就業体験などを経験する。

## 対象
設置学部は高等部のみで、軽度の知的障害者を対象とする。設置学科は職業科のみで、知的障害者を対象とする栃木県立の特別支援学校では唯一の職業科設置校である。（他の学校は普通科。）職業科はさらに流通・環境コース（流通分野、環境分野）、食品・福祉コース（食品分野、福祉分野）に分かれる。コース選択は2年生進級時に行う。
栃木県全域が学区であり、公共交通機関などを使って自力で通学できることを入学条件としている。1学級8人の10学級で1学年を構成するので、1学年の定員は80人である。入学試験は学力検査（国語・数学）、作業能力検査、面接が課される。2020年（令和2年）実施の入学試験の志願倍率は1.11倍であった。なお、県立高等学校との併願受験はできない。

## 歴史

### 開校までの経緯
2007年（平成19年）4月、学校教育法の改正により、従来の盲学校、聾学校、養護学校は特別支援学校に一本化された。栃木県においては、1989年（平成元年）から2006年（平成18年）までの間に、県立の盲学校、聾学校、養護学校の在籍者数が1420人から2113人に増えており、中でも知的障害のある児童生徒数については884人から1667人と、ほぼ倍増の勢いであった。さらに特別支援学校の高等部については、中学校の特別支援学級から進学する者が増加する傾向にあり、高等部入学者の半数を超えるようになっていた。このような状況に対し、栃木県教育委員会（以下「県教育委員会」）は、特別教室を普通教室に転用するなどして収容人数を増やす一方、2007年には県立南那須養護学校 （現在の栃木県立南那須特別支援学校）に高等部を設置して知的障害のある生徒の受け皿を増やすなどの対応を行った。
一方、当時の栃木県には障害者雇用に理解のある企業が少なく、民間企業における障害者の雇用率は全国的に見ても低い状況にあり、障害のある生徒に対する就労支援の充実も大きな課題となっていた。
こうした中、2008年（平成20年）11月に行われた県知事選挙では、軽度知的障害のある生徒が職業に関する専門的な知識・技能などを学ぶ高等特別支援学校の整備を公約の一つに掲げた現職の福田富一が再当選した。同年12月の栃木県議会の定例会では、高等特別支援学校の早期整備を望む議員の質問に対し、就任二期目を迎えた福田知事はあらためて整備推進の意志を表明している。その後、県や県教育委員会は県立特別支援学校の在り方について検討を重ね、2010年度（平成22年度）には、栃木県重点戦略「新とちぎ元気プラン」及び「とちぎ教育振興ビジョン（三期計画）」に、高等特別支援学校の整備の推進が明記された。なお、この間、2009年（平成21年）より、栃木県は県財政の健全化をめざす「とちぎ未来開拓プログラム」に着手し、予算措置を伴う新規事業については当面見合わせる方針をとったが、高等特別支援学校の整備についてはその対象とはならなかった。
こうして県立特別支援学校の整備に向けた動きは進められたが、すでに関東地方において高等特別支援学校を設置していない都道府県は栃木県のみとなっており、また、2010年12月の段階においても開校の目標年次が確定しておらず、県議会では、整備に向けたスピード感のなさを指摘する声も挙がった。
県教育委員会は2011年（平成23年）6月27日に高等特別支援学校整備検討委員会を設置し、同年度末までに整備基本計画を策定するための検討を開始した。同年11月28日に行われた第4回の高等特別支援学校整備検討委員会では教育方針など整備基本計画の素案が示されたが、そこでは建設予定地に関する言及はなかった。ところが、その翌日にあたる11月29日に、宇都宮市の中心部に位置する県立宇都宮工業高等学校の跡地が高等特別支援学校の建設予定地であることが報道で明らかになり、翌11月30日には、宇都宮市が新築移転を計画していた宇都宮市立一条中学校が高等特別支援学校と同じ敷地に併設されることも報道された。これらの情報は整備検討委員にとって寝耳に水であった。栃木県議会文教警察委員会委員長であり高等特別支援学校整備検討委員会委員でもあった早川尚秀議員は、12月2日の県議会定例会でこのことについて質問し、福田知事は答弁において、高等特別支援学校を宇都宮工業高等学校跡地に建設する計画であり、一条中学校との併設について宇都宮市と協議することを正式に発表した。
12月6日の宇都宮市議会では、佐藤栄一市長が、校舎配置やグラウンドの活用、さらには中学校と特別支援学校との交流についても踏み込んで答弁した。翌12月7日に行われた県議会の文教警察委員会では、県教育委員会が高等特別支援学校整備基本計画の素案を議員に示して説明したが、一条中学校との併設の件には全く触れらず、このことを問題視した石坂真一議員の追及に対し、須藤稔教育長が不手際を陳謝する一幕があった。
2012年（平成24年）3月、県教育委員会は高等特別支援学校整備基本計画を策定し、平成26年度から平成27年度にかけて建築工事を行い平成28年4月開校、というスケジュールが示された。翌4月には特別支援教育室に高等特別支援学校整備担当を設置した。約4 haある宇都宮工業高校の跡地利用については、2012年（平成24年）1月17日に旧宇都宮工業高校敷地の北側2.2 haを一条中に、南側の1.8 haを高等特別支援学校とすることでまとまった。
2014年（平成26年）3月に宇都宮工業高校の跡地で校舎建設工事が着工し、2015年（平成27年）6月2日に公募の結果、校名が「栃木県立特別支援学校宇都宮青葉高等学園」に決定し、校章と校歌の制作が県立高校の生徒に依頼された。2016年（平成28年）4月、宇都宮青葉高等学園が開校した。生徒は県内全域から募集したが、1期生に安足からの入学者はいなかった。

### 開校以後
2018年（平成30年）11月18日には、全国障害者技能競技大会（アビリンピック）の競技会場の1つとなった。2019年（平成31年）3月7日に1期生の卒業式が行われ、78人が卒業した。うち71人が民間企業などに就職し、4人が就労系の障害者支援施設へ入所した。
2020年（令和2年）、コロナウイルス感染症の流行を受けて3月に実施予定だった修学旅行の中止を決定した。

## 学校設備
校地は栃木県立宇都宮工業高等学校の跡地を転用したもので、敷地面積は17,988.52 m2、延床面積は11,748 m2である。鉄筋コンクリート構造3階建て、延床面積8,891 m2の管理教室棟（校舎）を中心に、体育館、武道場、宿泊体験室などがある生活ホーム棟、コミュニティショップ（きょうの森）、園芸用温室、屋外倉庫などの学校施設がある。多くは新築であるが、体育館、武道場、生活ホーム棟は既存設備を改修したものである。
管理教室棟には、実習のための「販売実習接客カウンター」を備えた教室などがある。

## 校章・校歌
校章と校歌は2016年（平成28年）2月10日に発表され、どちらの制作にも特別支援学校と交流を持つ高等学校の生徒が関与した。どちらも栃木県教育委員会が各学校へ直接依頼したもので、高校生から公募したものではない。
校章は栃木県立宇都宮工業高等学校建築デザイン科の生徒3人がデザインし、校名の「青葉」にちなんでアルファベットのAとO、葉を図案化したものとなっている。校章の色は、スクールカラーの桜色と萌葱色を使用する。
校歌は久保田幹雄の作詞、栃木県立宇都宮中央女子高等学校合唱部の作曲によるもので、2番まであり、「～われら 青葉～」という副題が付いている。作詞者は青葉高等学園の初代校長である。

## 教育の特色
知的障害者の職業的自立と社会参画を目標とする学校であり、職業教育を重視している。このためカリキュラムには週2回の就業体験活動や校外実習が組み込まれている。校外実習は学校近隣のスーパーマーケット、飲食店、福祉施設などで行われ、2年生になると、生徒自身が自宅から受け入れ先へ1人で赴き、始業から終業までを3週間現場で経験する。校内での授業でも、栃木県内の企業から講師を招いてプロの技が伝授される。これらの職業教育を受けた生徒は、製造業や小売業など多様な産業分野へと就職していき、2019年（平成31年）卒の1期生は、9割超が就職先を決めて卒業した。
学校生活では、部活動に精を出したり、アビリンピックに挑戦したりする生徒が多い。特にアビリンピックでは開校以来3年連続で「喫茶サービス」部門で全国大会出場を果たしている。

### 「きょうの森」

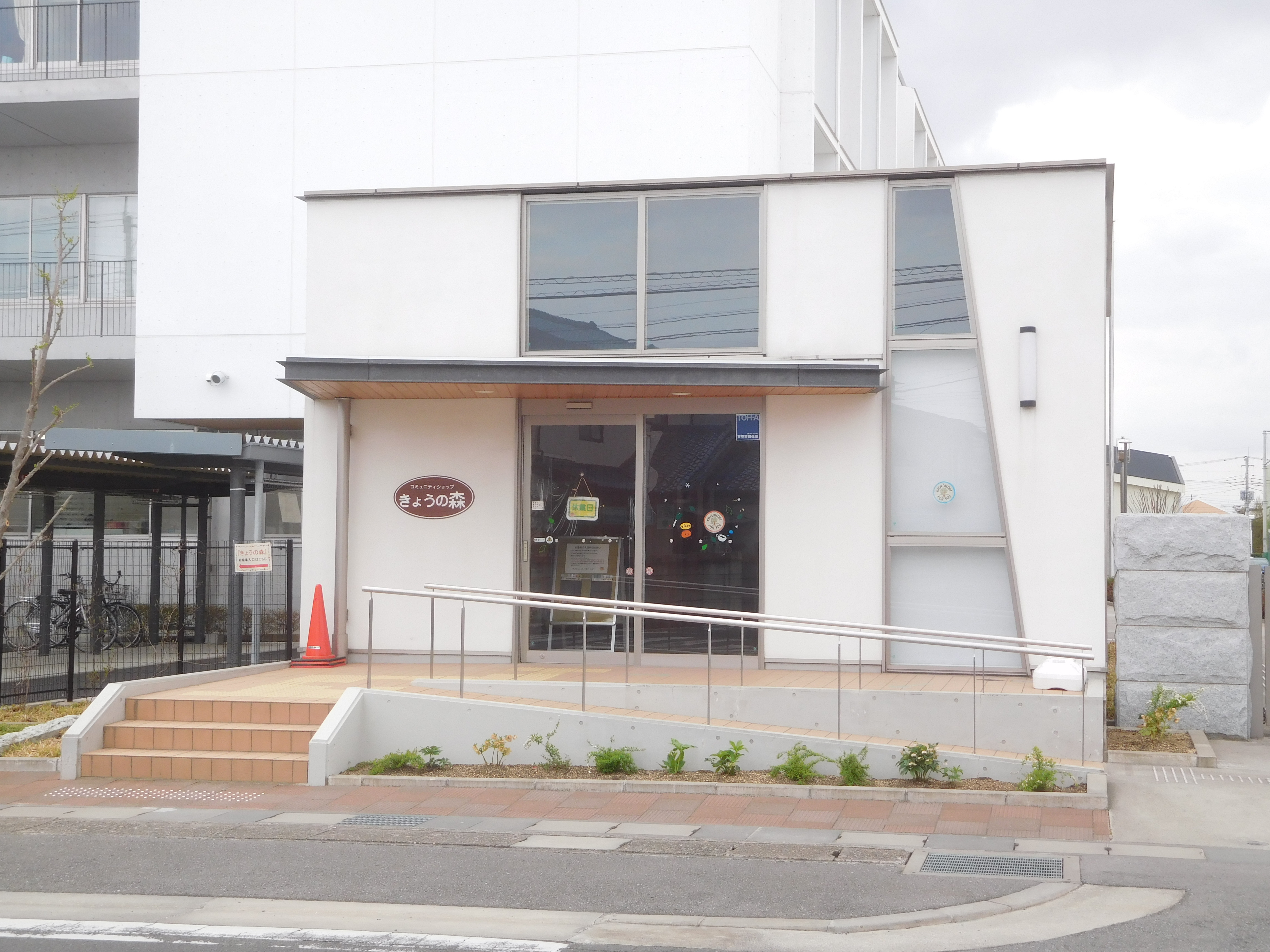
きょうの森

実習の一環で、開校時より「きょうの森」という名の店舗運営を手掛けている。きょうの森は生徒が実習で作ったパン、焼き菓子、花などを生徒自身が販売する店で、店内に喫茶コーナーを設けてイートインに対応する。店員は1・2年生が務め、礼儀やコミュニケーションを実践しながら学習する。教員は生徒のそばに控えており、必要に応じて補助や助言を行う。
きょうの森の店舗は校舎入り口のそばにあり、誰でも利用することができる。喫茶コーナーのメニューは地域の企業の協力を得て徐々に増加しており、「青葉ブレンド」と名付けたオリジナルのコーヒーや季節・曜日限定商品なども取り扱う。きょうの森には常連客が付いている一方で、2018年（平成30年）度からは「ハートフルレタァきょうの森」を発行して回覧板で周辺住民に周知するなどの経営努力を行っている。
2020年（令和2年）はコロナウイルス感染症対策のため、当面の間臨時休業を続けている。

### 宇都宮駅の清掃実習
2018年（平成30年）10月12日より、環境分野の2年生がJR東日本宇都宮駅の改札内を清掃する就業体験を行っている。従来の環境分野の就業体験は栃木県庁や栃木県立衛生福祉大学校での清掃であったが、不特定多数が行き交う場での実習を望んでいた校長がJR東日本に協力を依頼し実現した。
実習では、宇都宮駅構内の清掃業務を担うJR東日本環境アクセス宇都宮事業所から助言を受けながら、改札内の床・窓・トイレなどを駅利用者に気を配りつつ、清掃を行う。

## 部活動
2020年（令和2年）現在の部活動は以下の通り。各部の活動は原則週3日で、大会前の2週間は週4日の活動が許可される。
| 運動部 - 剣道部 - サッカー部 - 卓球部 - ダンス部 - バスケットボール部 - バドミントン部 - 陸上競技部 | 文化部 - 音楽部 - 生活デザイン部 - デジタルデザイン部 - 伝統芸能部 - 美術部 |